# Fondation universitaire Kurt Bösch
 (mai 2022).
Si vous disposez d'ouvrages ou d'articles de référence ou si vous connaissez des sites web de qualité traitant du thème abordé ici, merci de compléter l'article en donnant les références utiles à sa vérifiabilité et en les liant à la section « Notes et références ».
La Fondation universitaire Kurt Bösch (IUKB), située à Sion dans le canton du Valais (Suisse), a été fondée en 1989.
Reconnue par la Confédération suisse en qualité d’Institut universitaire, la fondation IUKB a développé de 1992 à 2014 des activités d'enseignement et de recherche interdisciplinaires.
Au 1er janvier 2015, au terme d’un processus engagé par le Secrétariat d’État à la formation, à la recherche et à l’innovation, la Fondation a changé de buts, de domaine d’activités et de nom. Les activités scientifiques ont été transférées, avec le personnel y afférent, pour le domaine du Tourisme à l’Université de Lausanne et pour le domaine des Droits de l’enfant à l’Université de Genève.
Depuis lors, la Fondation universitaire Kurt Bösch met à disposition de ces deux Hautes écoles suisses, qui ont ouvert des antennes ou campus sur le site de Sion, les infrastructures nécessaires pour maintenir, organiser et développer des activités d’enseignement, de recherche et d’expertise en études du Tourisme et en Droits de l’enfant.

## Mission
La Fondation universitaire Kurt Bösch est une Fondation au sens des articles 80 et suivants du Code civil suisse. Elle est inscrite au Registre du Commerce et a les buts suivants : 
- Favoriser la formation et la recherche universitaires par l’accueil du personnel et des étudiants des Universités de Lausanne et de Genève ;
- Accueillir et promouvoir les colloques et séminaires scientifiques mis sur pied par ces deux universités et, d’entente avec celles-ci, d’autres manifestations ;
- Assurer l’exploitation, l’entretien et la gestion des biens propriété de la Fondation et des biens inscrits au nom de la « Kurt Bösch Stiftung » de siège social à Sion.

## Histoire
La Fondation IUKB est fondée en 1989 puis reconnue par la Confédération suisse en qualité d’Institut universitaire conformément à la loi sur l'aide aux universités en 1992. Le 7 avril 1995 sont inaugurés les bâtiments du chemin de l’Institut 18 à Bramois.
La bibliothèque de l’IUKB entre en 2002 au Réseau des bibliothèques de Suisse occidentale (RERO). L’IUKB devient en 2005 membre de la Conférence universitaire de Suisse occidentale en signant une convention d’association. La même année sont inaugurés les nouveaux bâtiments pour permettre de répondre à la croissance du nombre d’étudiants et des colloques scientifiques réalisés et permettre également le développement d’un secteur recherche. À la même période, inauguration du campus universitaire de 20 chambres.
En 2007-2008 sont mises en œuvre les nouvelles orientations académiques fixées au printemps 2006 en collaboration avec le Secrétariat d’État ainsi que l’ensemble des Universités romandes. L’IUKB concentre ses activités de recherche et d’enseignement sur les domaines des Droits de l’enfant/Médiation (en partenariat avec l’Université de Fribourg) et du Tourisme (en partenariat avec l’Université de Lausanne). En 2008 est mise en place l’Unité d’Enseignement et de Recherche en Droits de l’Enfant et de l’Unité d’Enseignement et de Recherche en études du Tourisme et engagement de 6 professeurs (cinq selon un régime de prétitularisation conditionnelle et un en qualité de professeur ordinaire).
Une convention de coopération est signée en 2008 avec l’Université de Fribourg dans le domaine de la formation en Droits de l’enfant. Lancement du Master interdisciplinaire en Droits de l’enfant (MIDE) puis une convention de coopération avec l’Université de Lausanne en matière d’enseignement et de recherche en études du Tourisme et une convention de collaboration pour la délivrance d’un Doctorat en études du Tourisme. Est aussi lancé un Master interdisciplinaire en études du Tourisme (MIT).
La 4e évaluation de l’IUKB (1992, 2000, 2005 et 2010) par l’OAQ (Organe d’accréditation et d’assurance qualité des hautes écoles suisses) sur mandat du SER, a lieu en 2010, année où commence la participation des étudiants du MIT et MIDE au programme pour l’éducation et la formation tout au long de la vie ERASMUS et obtention de la Charte universitaire Standard.
En 2012, la nomination des professeurs engagés en 2008 est confirmée e un poste de professeur associé en inter-et transdisciplinarité est créé. Cette même année est délivré le 1er Doctorat suisse en études du tourisme, mention géosciences et environnement, de l’Université de Lausanne en collaboration avec l’IUKB
Le Processus d’intégration des activités de l’IUKB au sein de l’Université de Lausanne et de l’Université de Genève avec le soutien des rectorats de ces institutions, de l’État du Valais et de la Ville de Sion a lieu en 2012-2013. La Fondation IUKB change de buts, de domaine d’activités et de nom en 2015 et devient « Fondation universitaire Kurt Bösch ». Elle cesse toutes activités scientifiques. Les Universités de Lausanne et de Genève ouvrent alors des antennes ou campus dans les locaux de la Fondation à Sion. Les activités d’enseignement et de recherche proposées et développées dorénavant sur le site de la Fondation à Sion sont placées pour le domaine du Tourisme sous la responsabilité de l’Université de Lausanne et pour le domaine des Droits de l’enfant sous la responsabilité de l’Université de Genève.

### Présidents
- Fondation IUKB 1989-2005 : Bernard Comby, a. Conseiller d’Etat, a. Chef du Département de l’éducation du canton du Valais
- Fondation IUKB 2005-2011 : Claude Roch, Conseiller d’Etat, Chef du Département de l’éducation du canton du Valais
- Fondation IUKB 2011-2014 : Peter Knoepfel, Professeur de politiques publiques et durabilité.
- Fondation universitaire Kurt Bosch 2015-.... : Yves Rey, Vice-recteur enseignement de la HES-SO

### Directeurs
- Fondation IUKB......-2004 : Pasqualina Perrig-Chiello, Professeur, psychologie
- Fondation IUKB  2004-2005 : Eva Schuepbach, PD, Dr, géographie
- Fondation IUKB  2005-2008 : Charles-Henri Rapin, directeur ad-intérim, Professeur, médecine
- Fondation IUKB  2008-2014 : Philip D. Jaffé, Professeur, psychologie
- Fondation universitaire Kurt Bösch 2015-.... : Nicole Roux, Directrice administrative

## Institutions et ONG présentes dans les locaux la Fondation
Les locaux abritent les services administratif et logistique ainsi que le bureau des diplômes de la Fondation de même que : 
- UNIL Valais Campus
- UNIGE Valais Campus
- l’ONG Institut international en Droits de l’enfant.

## Enseignement supérieur et recherche
- UNIL Valais Campus - Institut de géographie et durabilité (IGD)
- UNIGE Valais Campus - Centre interdisciplinaire en droits de l'enfant (CIDE)

## Centre de documentation
La bibliothèque UNIL - UNIGE située dans les locaux de la Fondation fait partie du RERO. Elle est à la fois destinée à la communauté universitaire ainsi qu’au grand public.